# Austin American-Statesman
Austin American-Statesman — крупнейшая ежедневная газета в Остине, штат Техас. Основана в 1871 году, принадлежит медиа-холдингу Gannett Company.

## История
История газеты началась в июле 1871 года, когда начался выпуск газеты Democratic Statesman. Газеты была полуофициальным изданием исполнительной комиссии демократической партии в Техасе и выходила раз в три недели. Газета была единственным крупным демократическим изданием в штате. В 1873 году издание сыграло важную роль в избирательной кампании, позволив демократам выиграть выборы. В том же году газета стала выходить ежедневно.
В 1914 году газета приобрела другое издание, Austin Tribune, которое в свою очередь было объединено с Austin Daily News в 1904 году. Объединённое издание получило название Austin Statesman and Tribune, а через два года, в 1916 году стало называться Evening Statesman, по времени выхода в продажу. 31 мая 1914 года было образовано новое издание, Austin American. Одна и так же группа бизнесменов приобрела сначала Austin American в 1919 году, а затем Evening Statesman в 1924 году. Некоторое время компания продолжала издавать обе газеты порознь, совместный воскресный выпуск получил название Sunday American-Statesman.
В ноябре 1973 года газеты были объединены в Austin American-Statesman с четырьмя ежедневными выпусками. В 1976 году газета была приобретена конгломератом Cox Enterprises. С апреля 1987 года газета выпускается один раз в день. В 2008 году Cox Enterprises выставил газету на продажу наряду с другими изданиями холдинга, чтобы выплатить долги. Год спустя компания передумала продавать газету, заявив, что е не поступило достойных предложений.
Austin American-Statesman трижды признавался изданием года техасской ассоциацией главных редакторов, в 2013, 2014 и 2016 годах, обойдя конкурентов из Далласа, Хьюстона и Сан-Антонио. В 2015 году издание газеты на испанском языке ¡Ahora Sí! получило премию за наибольший тираж испаноязычной газеты в стране от Национальной ассоциации испаноязычных издателей
В 2018 году издание всё же сменило владельца, за 47,5 миллиона долларов газету приобрел медиа-холдинг GateHouse Media. В 2019 году GateHouse Media объединились с Gannett Company.
По состоянию на 2018 год, тираж воскресного выпуска составлял 83 400 газет, у электронной версии газеты было 16 786 подписчиков.